# 张玉林 (1936年)
张玉林（1936年—），男，青海湟中人，中华人民共和国政治人物，曾任青海省人大常委会副主任，青海省社工协会名誉会长。